# موش‌تیغی کوتوله
موش‌تیغی کوتوله(نام علمی: Hylomys parvus) نام یک گونه از سرده چوب‌موش‌ها است.